# 복합 화산

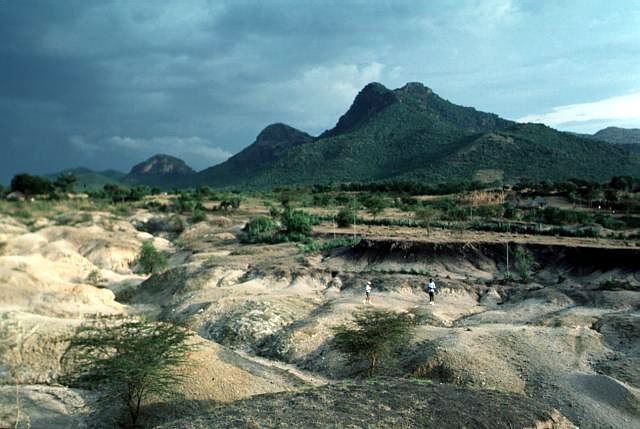
케냐의 호마산 (1994년)

복합 화산(複合火山, complex volcano)은 여러 화산들이 뭉쳐서 생긴 화산의 형태중 하나로, 주로 순상 화산이나 성층 화산에 종상 화산(용암 돔)이 합체되어있는 것이다. 즉, 단순한 구조의 화산 몇 개가 서로 밀접하게 연관되거나 겹쳐져 하나의 복잡한 구조의 화산을 형성할 때 이러한 화산을 복합화산이라고 한다. 예를 들어 칼데라가 생긴 뒤에 여러 개의 중앙화구가 성장한 것이 그 예이다. 또 실제로는 두 개의 성층화산과 하나의 순상화산이 겹쳐져서 생긴 것도 복합 화산의 한 예이다. 커다란 화산체 산중턱에 부착되어 있는 소형 화산체를 측화산(기생화산)이라 한다.

## 예시
가장 좋은 예는 일본 규슈의 아소 산, 에티오피아 다나킬 사막의 알루 산, 대한민국 조선민주주의인민공화국의 백두산, 일본 나카사키의 운젠산 등이 있다. 운젠산은 산꼭대기에 있는 용암 돔(종상 화산)이 붕괴하면서 분화가 일어난다. 또 화구가 여러 개인것도 일종의 복합 화산이다. 다른 말로는 복식 화산이라고 한다. 몽펠레산의 경우는 성층 화산인데 산꼭대기에 탑상화산(용암 탑)이 달려있어 복합 화산의 형태를 유지하다가 1902년의 분화로 붕괴되면서 더 이상 복합 화산이 아니다.